# لئون سوپیچ
لئون سوپیچ (انگلیسی: Leon Sopić؛ زادهٔ ۲۸ اکتبر ۲۰۰۰) بازیکن فوتبال اهل کرواسی است.
از باشگاه‌هایی که در آن بازی کرده‌است می‌توان به باشگاه فوتبال امن اشاره کرد.